# Libia
La Libia (AFI: /ˈlibja/; in arabo ليبيا‎?, Lībiyā; in berbero ⵍⵉⴱⵢⴰ, Libya), ufficialmente Stato della Libia, è uno Stato del Nordafrica.
Occupa la parte centrale del Nordafrica, affacciandosi sul Mar Mediterraneo intorno al golfo della Sirte, tra il 10º e il 25º meridiano est; la Libia è il quarto paese dell'Africa per superficie, il diciassettesimo del mondo. Confina a nord-ovest con la Tunisia, a ovest con l'Algeria, a sud con il Niger e il Ciad, a sud-est con il Sudan, a est con l'Egitto.

## Storia
L'odierna Libia era abitata sin dal periodo neolitico da popolazioni indigene, antenate dei berberi odierni, dedite all'allevamento dei bovini e alla coltivazione dei cereali.

### Dominio egizio
Alcune di queste popolazioni (in particolare i Libu) entrarono nell'orbita egiziana nel corso dell'Antico e del Medio Regno, divenendo tributarie dei Faraoni. I popoli libici, alleatisi con i popoli del Mare, vennero sconfitti dagli egizi e sottomessi, integrandosi nel regno fino a giungere al potere con Herihor, governatore di un regno autonomo dell'Alto Egitto durante il terzo periodo intermedio, e con Hedjekheperra-setepenra fondatore delle dinastie libiche (XXI, XXII e la XXIII dinastia). Di nuovo, la Dinastia Nubiana, che li sostituì, era formata da discendenti libici di Herihor.

### Dominio greco-fenicio
I Fenici di Tiro fondarono in seguito i porti di Leptis, Oea (Tripoli) e Sabratha, che in seguito caddero nell'orbita di Cartagine, mentre i Greci si insediarono a Cirene, Arsinoe, Berenice, Apollonia e Barce, costituendo così la cosiddetta Pentapoli Cirenaica. Nell'interno della Libia si sviluppò il regno dei Garamanti. Nel 332-331 a.C., infatti, Alessandro Magno conquistava l'Egitto, sottomettendo anche la confederazione di città greche sorte a occidente dei suoi confini. La Cirenaica entrò quindi nell'orbita dei Tolomei d'Egitto, che vi fondarono anche la nuova città di Tolemaide.

### Dominio romano, vandalo e bizantino

Arco di Settimio Severo a Leptis Magna.

L'Impero romano acquisisce la Tripolitania nel 146 a.C. dopo la definitiva distruzione di Cartagine, e la Cirenaica nel 96 a.C., scontrandosi con i Garamanti dell'interno. 
I territori saranno organizzati nelle province di Africa Proconsularis e di Creta e Cirene. Leptis Magna, divenuta una delle tre maggiori città di tutto il Nordafrica, diede i natali alla dinastia dei Severi. È giunto a noi in perfetto stato di conservazione l'arco dedicato all'imperatore Settimio Severo, originario di Leptis Magna (arco di trionfo in genere riservato ai conquistatori).
Diocleziano, nella spartizione dell'Impero, divise la Libia tra Tripolitania, nell'occidentale Diocesi d'Africa, e Libya superior e Libya inferior nell'orientale Diocesi d'Egitto. Terremoti, invasioni delle popolazioni sirtiche e declino delle città (Leptis e Cirene) causarono il declino della regione.
Nel 430 i Vandali di Genserico, di religione ariana, già conquistata Cartagine, occuparono i territori libici, arrivando a distruggere Tolemaide. Verso la fine del V secolo lo Stato vandalo cadde in declino, abbandonando la maggior parte dell'interno ai Mauri e ad altre tribù del deserto.
Nel 533, l'imperatore bizantino Giustiniano, deciso ad attuare la sua vasta politica di riconquista dell'Occidente, mosse guerra in Africa, sino a che, dopo un anno di lotte, l'ultimo re vandalo, Gelimero, si arrese nel 534 al generale bizantino Belisario. Giustiniano istituì la Prefettura del Pretorio d'Africa, formata da sette province, tra cui Tripoli, difendendo i territori dalle incursioni dei berberi. Le province nordafricane, insieme alla Sardegna e ai possedimenti romani in Spagna, vennero riunite nell'Esarcato d'Africa dall'imperatore Maurizio. L'esarcato conobbe una certa prosperità e trovatosi, dopo il 640, a dover fronteggiare l'urto della conquista islamica, riuscì, pur con qualche battuta d'arresto, a tenere testa alla minaccia per qualche tempo. Già nel 643 gli arabi giunsero in Cirenaica, stabilendo nel 644 il governatorato della regione nella città di Barqa, già Barca. Ma nel 698 un esercito arabo proveniente dall'Egitto saccheggiò Cartagine e conquistò l'esarcato, mettendo fine al dominio cristiano e romano sul Nordafrica.

### Dominio arabo e ottomano
Nel IX secolo l'Ifriqiya abbaside (che abbracciava una buona parte dell'attuale Libia, ma non la Tripolitania) fu assegnata in gestione autonoma all'Emiro Ibrahim ibn al-Aghlab, eponimo della dinastia Aghlabide, allo scopo di meglio combattere l'endemico insurrezionalismo religioso, economico e sociale dei locali kharigiti. I Fatimidi ismailiti sconfissero gli Aghlabidi nel 990, fondando un nuovo califfato (ufficialmente "Imamato") in Egitto, di cui le regioni che formeranno l'attuale Libia divennero tributarie.
La Seconda Crociata permise infine ai Normanni di Ruggero II di Sicilia di impadronirsi dell'intera costa libica, compresa tra Tripoli e Capo Bon (1135), pur venendo in breve tempo cacciati (1163) dagli Almohadi di al-Andalus. Dal 1350 sino alla metà del XV secolo furono i governatori Hafsidi di Tunisi a governare in autonomia la Libia finché le principali città si proclamarono autonome, arricchendosi con la "guerra di corsa" foraggiata anche dalle autorità hafsidi e che vide impiegato un buon numero di corsari che, nel mondo latino coevo, furono definiti "barbareschi".
La minaccia dei corsari barbareschi spinse nel 1510 gli spagnoli, padroni del Regno di Sicilia, a intervenire, affidando Tripoli e Malta ai Cavalieri di San Giovanni. Infine, furono gli Ottomani a occupare Cirenaica (1517) e Tripolitania (1521-1551) in maniera stabile.
Con l'indebolimento dell'Impero ottomano, un nuovo regno autonomo si stabilì in Libia tra il 1711 e il 1835, sotto la dinastia Karamanli, ufficialmente tributaria del Sultano, e prosperò per il commercio degli schiavi e la guerra di corsa. L'attività corsara libica spinse gli Stati Uniti d'America a intervenire, per la prima volta fuori dal continente, nella Prima guerra barbaresca (1801-1805), occupando la città di Derna. Maggiori pressioni degli europei spinsero il Sultano a sollevare i Karamanli dall'incarico e ristabilire il dominio ottomano (1835), mentre nel 1843 Muḥammad b. ʿAlī al-Sanūsī, capo di un'importante confraternita mistica, si stabilì in Cirenaica, facendo proseliti in tutta la Cirenaica e nella Tripolitania.

### La colonizzazione italiana e la seconda guerra mondiale (1911-1951)
Nel 1911 l'Italia di Giolitti dichiarò guerra all'Impero ottomano per ottenere il controllo della Tripolitania e della Cirenaica, parzialmente sancito dalla pace di Losanna (1912). Fino ai primi anni 1930, gli italiani combatterono la resistenza organizzata dai Senussi, fino all'impiccagione di Omar al-Mukhtar nel 1931, mentre coloni italiani si stabilivano in Libia, fino a costituire, nel 1939 in occasione del primo censimento, il 13% della popolazione.
Nel 1934, con l'unione della Tripolitania e della Cirenaica, venne proclamato il Governatorato Generale della Libia, di cui il primo governatore fu Italo Balbo. Successivamente gli abitanti autoctoni poterono godere dello status di "cittadini italiani libici" con tutti i diritti che ne conseguivano.
Nel 1937 Italo Balbo divise la Libia italiana in quattro province e un territorio sahariano: la provincia di Tripoli, la provincia di Bengasi, la provincia di Derna, la provincia di Misurata e il Territorio Militare del Sud con capoluogo Hun. Nel gennaio 1943 la Libia fu occupata dalle truppe Alleate; nonostante ciò, gran parte degli italiani rimase nel paese.
Con il Trattato di Pace del 1947 la Gran Bretagna amministrò la Tripolitania e la Cirenaica e la Francia il Fezzan, in gestione fiduciaria delle Nazioni Unite, mentre la Striscia di Aozou (ottenuta da Mussolini nel 1935) fu riconsegnata alla colonia francese del Ciad.

### Indipendenza e Regno di Libia (1951-1969)

Bandiera del Regno Unito di Libia (1951-1969, 2012-in uso)

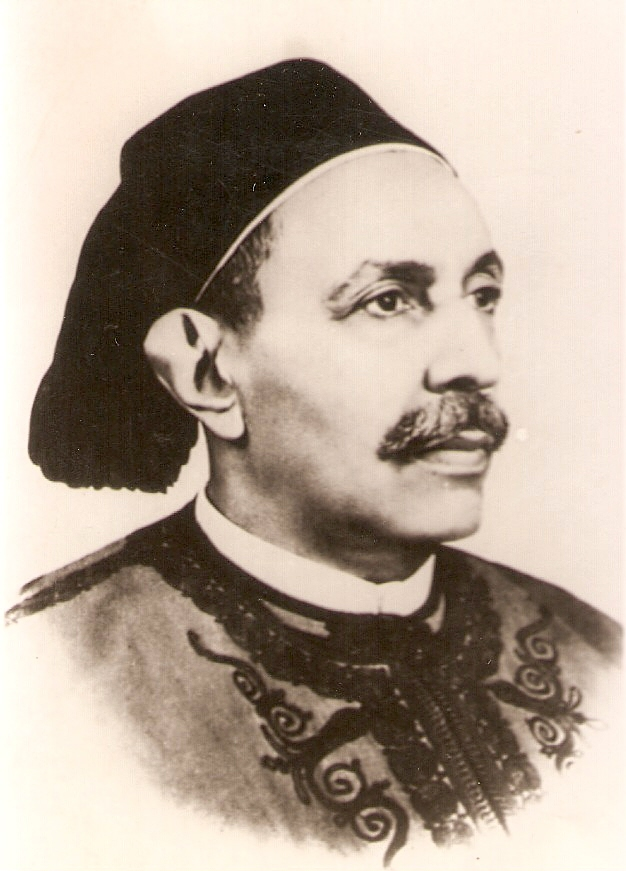
Re Idris al-Senussi

Il 24 dicembre 1951 la Libia dichiarò l'indipendenza come Regno Unito di Libia, monarchia ereditaria e costituzionale sotto re Idris al-Senussi. Stati Uniti e Gran Bretagna vi mantennero due basi militari, data l'importanza strategica del paese nel controllo del Mediterraneo.
Il Parlamento del Regno era composto da due camere, il Senato e la Camera dei Deputati. Entrambe le camere si aprivano e scioglievano insieme.
Il Senato era composto da ventiquattro membri nominati dal Re. I membri della Camera dei Deputati erano eletti a suffragio universale attraverso la modifica costituzionale del 25 aprile 1963, in quanto prima di questa data le donne non avevano diritto al voto. Il Re era responsabile della nomina e la rimozione dall'incarico del Primo Ministro. Il Re era tenuto anche a nominare i ministri sulla base del parere del Primo Ministro, che dipendeva dalla camera dei deputati.
Tra il 1947 e il 1951 vennero fondate le prime organizzazioni, sindacali e politiche, tra cui il Movimento Operaio Libico e l'Unione Sindacale dei Lavoratori Libici, che, radicati tra i lavoratori portuali, condussero, nel luglio 1950, a diversi scioperi per i diritti immediati, normativi e salariali dei lavoratori. Il Partito Comunista Libico, clandestino, fondato nello stesso periodo, operava sia nel sindacato che nell'Associazione Politica per il Progresso della Libia, un'organizzazione importante che si batteva per l'indipendenza del paese africano. Le organizzazioni, politiche e sindacali del movimento operaio in Libia vennero chiuse nel dicembre 1951 dai britannici con la collaborazione della monarchia di re Idris I.
Il 28 marzo 1953 la Libia entrò nella Lega Araba, il 14 dicembre 1955 nell'ONU. Negli anni cinquanta vennero scoperti i primi giacimenti di petrolio. Tuttavia, la limitata sovranità politica ebbe l'effetto di far approvare nel 1955 una legge che concedeva l'uso dei giacimenti alle principali compagnie petrolifere mondiali, riservando al governo soltanto il 50% degli introiti. Negli anni sessanta la quantità di petrolio estratta aumentò, ma l'indigenza a cui era relegato il popolo non subì variazioni. Il 25 aprile 1963 un'importante riforma abolì il sistema di governo federale e il nome del paese fu modificato in Regno di Libia.

### Il regime di Gheddafi (1969-2011)

Bandiera della Repubblica Araba di Libia (1969-1977)

Il 1º settembre 1969 re Idris viene deposto da un gruppo di ufficiali nasseriani. Il paese fu ribattezzato Repubblica araba di Libia e Muʿammar Gheddafi resse il governo provvisorio, che avviò un programma di nazionalizzazioni delle grandi imprese e dei possedimenti italiani, chiudendo inoltre le basi militari statunitensi e britanniche.
La piena sovranità politica permise al governo di impiegare le entrate delle grandi imprese petrolifere nello sviluppo di infrastrutture nel paese. Nel 1970 i beni degli italo-libici furono confiscati e gli stessi cittadini furono costretti a lasciare il paese entro il 15 ottobre 1970.
Il regime intraprese la riforma agraria e promosse un sistema di sicurezza sociale, assistenza medica gratuita e la partecipazione dei lavoratori ai profitti delle aziende pubbliche. L'elettricità iniziò a raggiungere gratuitamente la popolazione; il tasso di alfabetizzazione salì dal 5 all'83%.
La politica di sviluppo del territorio perseguita da Gheddafi permise di realizzare, oltre ai miglioramenti, in ogni campo, delle infrastrutture, tra cui il grande fiume artificiale, un'imponente opera idraulica che, attraverso lo sfruttamento dell'acqua fossile, contenuta in laghi sotterranei, forniva acqua potabile a una popolazione in continua crescita. La prima fase di tale opera si concluse nel 1991 con il tratto che giunge fino a Bengasi, la seconda nel 1996 con il tratto che raggiunse Tripoli, la terza nel 2000, permettendo di raggiungere l'entroterra.

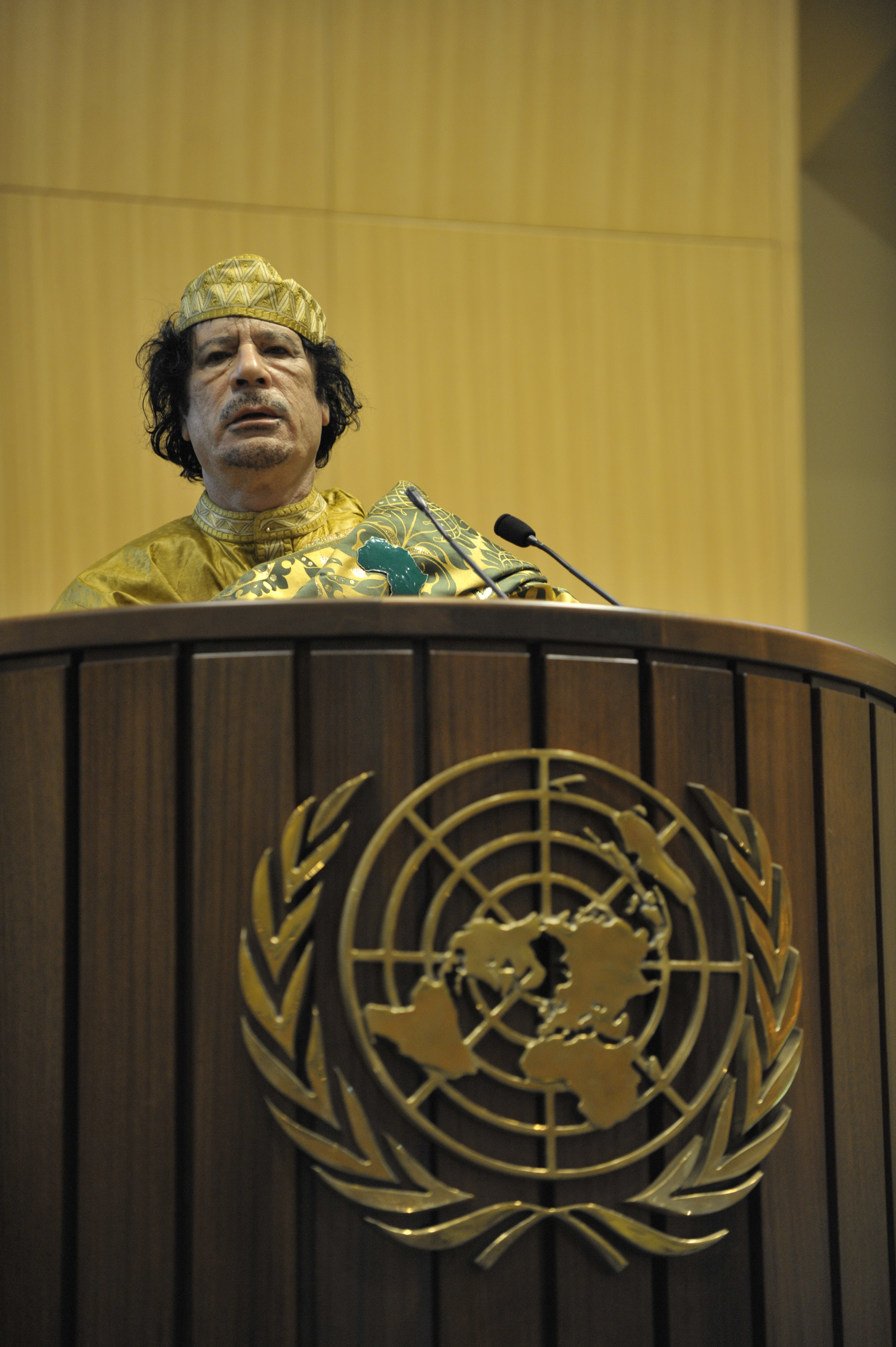
Gheddafi parla in qualità di Presidente dell'Unione Africana nel palazzo ONU di Addis Abeba alla sua elezione nel febbraio 2009

In politica estera, la Libia rivoluzionaria appoggiò i movimenti di liberazione nazionale, primo fra tutti l'OLP di Yasser Arafat nella sua lotta contro Israele. Volendosi erede di Nasser, tra il 1971 e il 1977 Gheddafi partecipò al tentativo di fondare una Federazione delle Repubbliche Arabe con Egitto e Siria. In seguito tenterà senza successo di creare federazioni con Tunisia (1974), Ciad (1981) e Marocco (1984). Gheddafi espliciterà la sua filosofia politica nel Libro Verde (1976).

#### LaGiamahiria

Bandiera della Grande Giamahiria Araba Libica Popolare Socialista (1977-2011)

Il 2 marzo 1977 venne proclamata la Giamahiria (letteralmente "repubblica delle masse"). Nello stesso anno, grazie ai maggiori introiti derivanti dal petrolio, Gheddafi poté dotare il suo Stato di nuove strade, ospedali, acquedotti e industrie. Sull'onda della popolarità, nel 1979 rinunciò a ogni carica politica ufficiale, pur rimanendo l'unico leader del paese con l'appellativo di guida della rivoluzione. Le deboli organizzazioni libiche del movimento operaio, sindacali e politiche, dopo aver subito la repressione da parte della monarchia di re Idris I el-Senussi, vennero definitivamente eliminate attraverso gli assassinii e le incarcerazioni ordinate dalla dittatura nazionalista. Gli intellettuali di orientamento marxista subirono nell'aprile 1973 e nel dicembre 1978 la feroce repressione del regime di Gheddafi.
Nello stesso periodo la Libia venne coinvolta in un conflitto di frontiera con il Ciad per il possesso della striscia di Aozou, un territorio ricco di risorse minerarie, contesa che venne risolta pacificamente solo nel 1994. Sempre durante questo periodo, e per molti anni, Gheddafi fu uno dei pochi leader internazionali che continuarono a sostenere i dittatori Idi Amin Dada e Jean-Bedel Bokassa.
Negli anni 1980, la Libia di Gheddafi si configurò come "Stato canaglia", sostenitore di gruppi terroristici quali l'irlandese IRA e il palestinese Settembre Nero. Gheddafi fu progressivamente emarginato dalla NATO e, in reazione all'attentato alla discoteca di Berlino del 1986, il 15 aprile dello stesso anno, Tripoli venne bombardata dai caccia americani, attraverso l'Operazione El Dorado Canyon. Per reazione la Libia rispose con uno sterile attacco missilistico contro Lampedusa.
Nel 1988 la Nazione venne accusata di aver organizzato l'attentato di Lockerbie sul volo Pan Am 103, che causò la morte di 270 persone. Con la risoluzione 748/92, l'ONU impose un embargo alla Libia, durato fino alla consegna degli imputati, avvenuta il 5 aprile 1999, e nel 2003 all'accettazione della responsabilità civile verso le vittime.
La Giamahiria si riavvicinò alla comunità internazionale a partire dagli anni '90: nel 1990 con la condanna dell'Iraq nella guerra del Golfo, attraverso la mediazione tra Etiopia ed Eritrea, e nel 1999 con l'opposizione ad al-Qa'ida.
Il 15 maggio 2006 gli Stati Uniti riallacciarono le relazioni diplomatiche interrotte venticinque anni prima, togliendo la Libia dalla lista degli "Stati canaglia". Nuove tensioni sorsero dal 2008 tra la Libia e la Svizzera in seguito all'arresto a Ginevra del figlio di Gheddafi, Hannibal, mentre nel 2008 le relazioni diplomatiche con l'Italia si stabilizzarono grazie al trattato di Bengasi. Dal febbraio 2009 al gennaio 2010, Gheddafi fu il presidente di turno dell'Unione Africana.

### Guerra civile (2011)

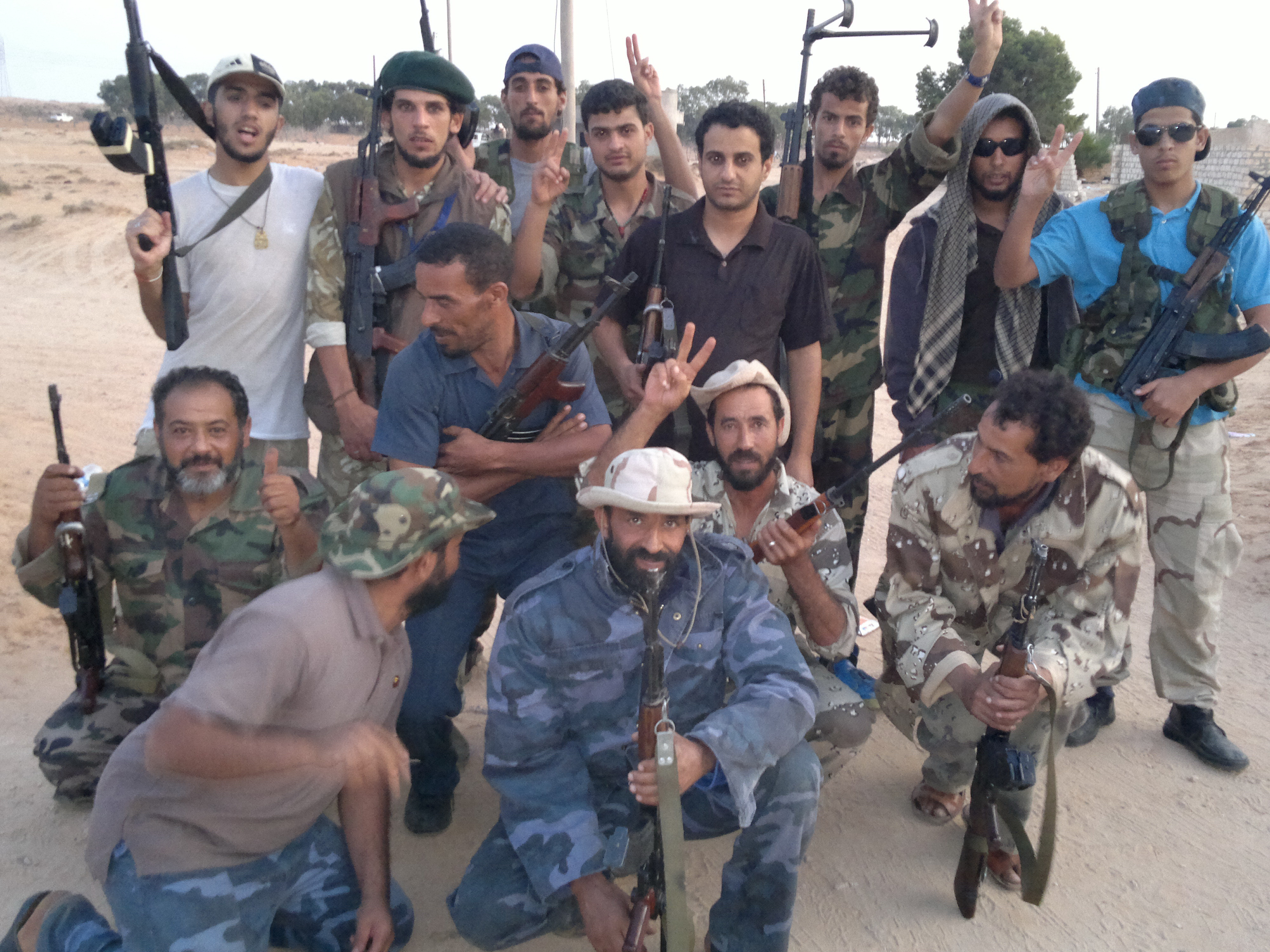
Miliziani libici a Sirte nel 2011

Nel febbraio del 2011 scoppiarono delle sommosse popolari cui seguì un conflitto armato che vide opposte le forze fedeli a Gheddafi agli insorti del Consiglio Nazionale Libico. Il 19 marzo 2011, dopo la risoluzione 1973 del Consiglio di sicurezza delle Nazioni Unite, venne attivato un intervento militare internazionale, con lo scopo di tutelare la popolazione civile libica tramite l'applicazione di una zona d'interdizione al volo.
In realtà l'intervento si concretizzò nel bombardamento delle truppe governative, di infrastrutture civili e militari e nell'appoggio alle truppe antigovernative. All'intervento presero parte gli Stati appartenenti alla NATO, tra cui Stati Uniti, Francia, Regno Unito, Italia e Canada, nonché alcuni paesi arabi: Qatar e Emirati Arabi Uniti.
Dal marzo 2011 molti Stati, a partire dalla Francia, riconobbero il Consiglio nazionale di transizione come unico rappresentante del popolo libico. Altri Stati stabilirono legami diplomatici con il Consiglio, mantenendo un rapporto con il governo di Gheddafi.
Il 17 ottobre 2011 cadde l'ultima città lealista a favore di Gheddafi, Bani Walid. Le forze del regime erano ormai bloccate in poche zone nei dintorni di Bani Walid e di Sirte. La Libia si poteva pertanto considerare quasi interamente libera dal regime di Gheddafi.
Il 20 ottobre 2011 Mu'ammar Gheddafi venne catturato e ucciso nella sua città natale di Sirte, uccisione che di fatto portò alla caduta del suo regime e alla fine della guerra.
Dopo la caduta di Gheddafi la Libia è divenuta ostaggio degli scontri fra le numerose milizie tribali che formavano la coalizione dei ribelli. I diversi governi che si sono succeduti hanno tentato di imporre l'autorità del potere centrale su questi gruppi, cercando di disarmarli o di integrarli nell'esercito nazionale, ma hanno sostanzialmente fallito, in quanto le amministrazioni centrali si sono sempre dimostrate troppo deboli e il parlamento troppo diviso.

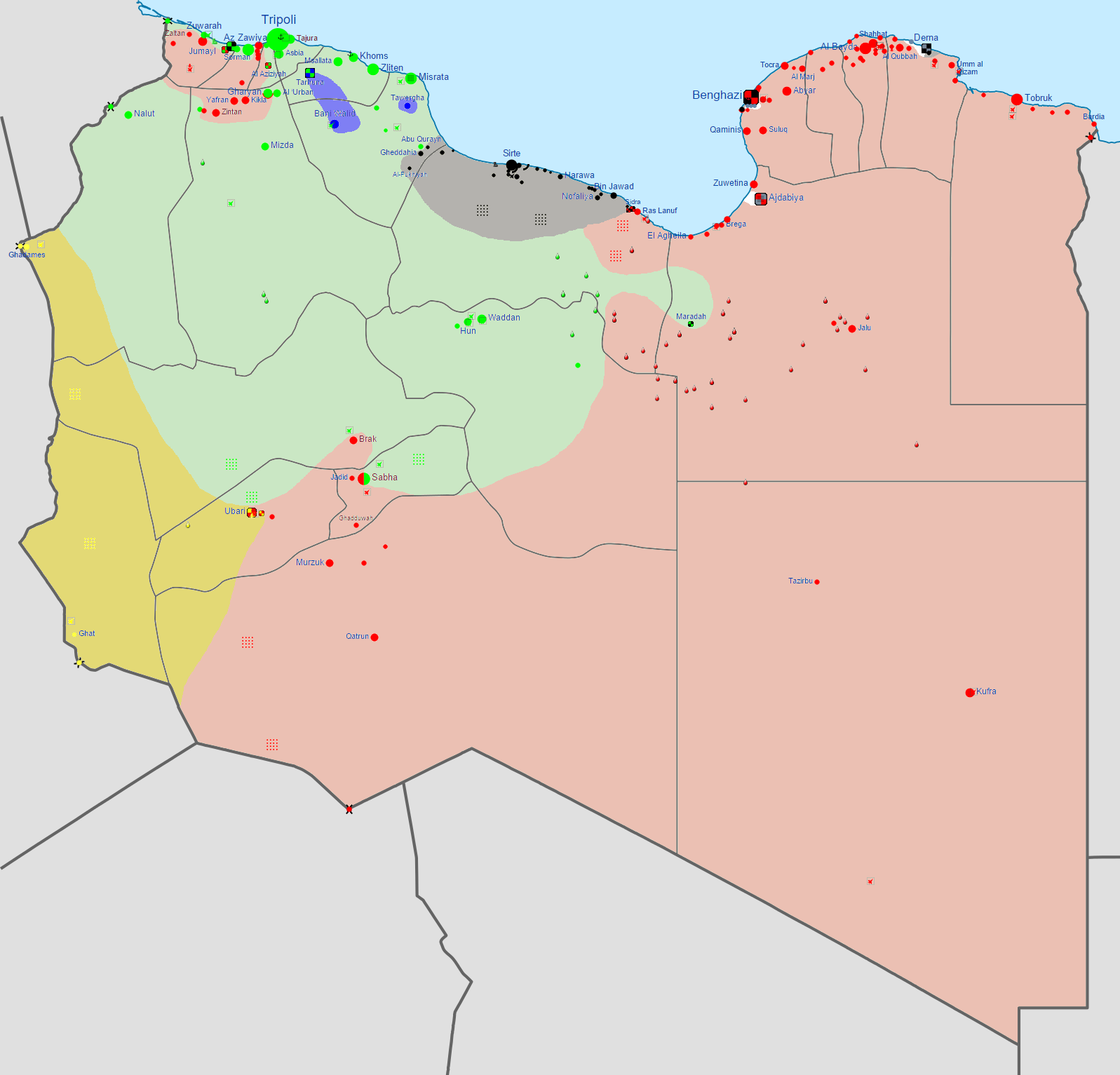
Guerra civile in Libia (2015): Governo di Bengasi Governo di Tripoli
Stato Islamico (IS) e da Anṣār al-Sharīʿa Tuareg

### Il Paese diviso
Dopo il 18 maggio 2014 la situazione precipitò in seguito al colpo di Stato del generale Khalifa Belqasim Haftar e con l'occupazione del palazzo del Parlamento a Tripoli da parte di soldati a lui fedeli. Il generale aveva lanciato due giorni prima un attacco contro alcune milizie islamiche nella Cirenaica, non autorizzato dal governo centrale. Tuttavia, il 30 luglio 2014 una di queste milizie, Anṣār al-Sharīʿa occupò Bengasi, proclamando l'emirato islamico. Nella stessa Tripoli si verificarono violenti scontri, in particolare nella zona dell'aeroporto, fra una milizia islamica chiamata Fajr Lībiyā (Alba della Libia) e altre milizie laiche; entrambe erano favorevoli al governo, ma non si conosceva la loro posizione nei riguardi del generale Haftar.
Il 17 dicembre 2015, a Skhirat, in Marocco, i rappresentanti del Congresso di Tripoli e della Camera di Tobruch firmarono un accordo per la formazione di un "governo di accordo nazionale", sotto l'egida delle Nazioni Unite.
In vigore da marzo 2016, l'accordo di pace non ha mai ottenuto l'appoggio della Camera dei rappresentanti di Tobruk e del generale Haftar.
Il 28 febbraio 2019 i due governi rivali sancirono un accordo in vista delle rinviate elezioni generali. Il 27 novembre, però, il governo di Tripoli firmò con la Turchia un accordo militare. A seguito di ciò, il parlamento di Bengasi ruppe le relazioni con la Turchia e il generale Haftar proclamò il Jihād contro la Turchia. Inoltre Haftar ottenne un crescente sostegno da parte della Russia, sia in termini di soldati sul terreno che di appoggio diplomatico e di armamenti. Nel 2020 proseguirono i combattimenti tra le due fazioni e il presidente egiziano al-Sisi dichiarò che l'assedio di Sirte avrebbe rappresentato una linea rossa per un intervento militare dell'Egitto a sostegno del governo di Tobruk.
Il 21 agosto 2020 il presidente del governo di Tripoli, Fayez al-Sarraj, e il presidente del parlamento di Tobruk, Aguila Saleh, dichiararono di comune accordo un immediato cessate il fuoco, prevedendo elezioni generali per il marzo 2021 e chiedendo il ritiro dei mercenari stranieri dal territorio libico.

### La riunificazione
Dopo la sua partecipazione ai colloqui di Ginevra guidati dall'ONU, il nuovo governo di unità nazionale - ad interim - guidato da Abdul Hamid Mohammed Dbeibeh, dopo aver ricevuto con una maggioranza di 132 voti su 178 la fiducia dal Parlamento libico il 10 marzo 2021, cinque giorni dopo prestò giuramento e si insediò a Tripoli, sostituendo entrambi i governi rivali precedenti: quello di Fayez Al Serraj e quello fedele al maresciallo Khalifa Haftar, con sede a Tobruk. Il 23 marzo avvenne ufficialmente a Sirte il passaggio di consegne con quest'ultimo, guidato da Abdullah al-Thani,
poi revocato in settembre dalla Camera dei Rappresentanti , che formò nel 2022 un secondo governo di stabilità nazionale (Ḥukūmat al-istiqrār al-waṭanī) con sede a Sirte, guidato da Fathi Ali Abdul Salam Bashagha dal 3 marzo 2022 e poi da Osama Saad Hammad Saleh dal 16 maggio 2023 , mentre Dbeibah rimane in carica a Tripoli.

## Geografia

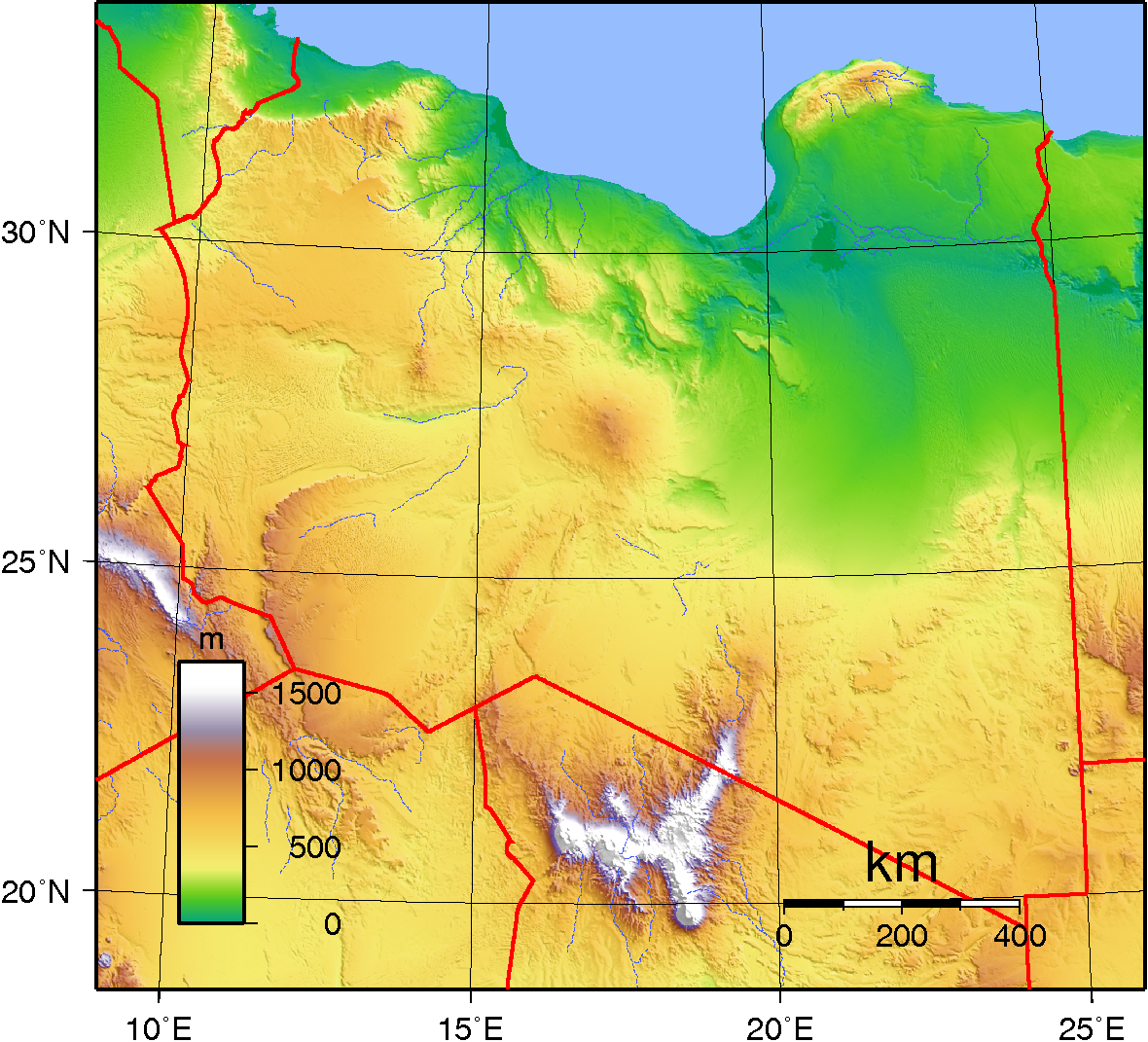
Mappa fisica della Libia

I confini della Libia sono frutto di trattati e convenzioni stipulati nel tempo da vari Stati fra cui l'Italia, la Francia, il Regno Unito e l'Egitto e seguono principalmente riferimenti artificiali quali paralleli e meridiani e quasi mai riferimenti naturali quali fiumi o montagne.
Confina a est con l'Egitto, a sud-est con il Sudan, a sud con Ciad e Niger, a ovest con Algeria e a nord-ovest con la Tunisia. È bagnata a nord dal Mar Mediterraneo.
La Libia è stata uno Stato pioniere in Nord Africa nella protezione delle specie, con la creazione dell'area protetta di El Kouf nel 1975. La caduta del regime di Muammar Gheddafi ha incoraggiato un intenso bracconaggio: "Prima della caduta di Gheddafi, anche i fucili da caccia erano stati banditi. Ma dal 2011 il bracconaggio viene effettuato con armi da guerra e veicoli sofisticati in cui si trovano fino a 200 teste di gazzelle uccise da miliziani che cacciano per passare il tempo. Stiamo anche assistendo alla nascita di cacciatori che non hanno alcun legame con le tribù che tradizionalmente praticano la caccia. Sparano tutto quello che trovano, anche durante la stagione riproduttiva. Più di 500.000 uccelli vengono uccisi in questo modo ogni anno, quando le aree protette sono state sequestrate dai capi tribù che se ne sono appropriati. Gli animali che un tempo vivevano lì sono tutti scomparsi, cacciati quando sono commestibili o liberati quando non lo sono", spiega lo zoologo Khaled Ettaieb.

### Morfologia
La Libia è dotata di una lunga costa mediterranea e il suo territorio è prevalentemente piatto. A ovest, l'altopiano raggiunge il mare, creando scogliere e insenature profonde. Ad est, la costa è bassa, ornata da dune, fino al golfo di un'insenatura ampia e profonda, oltre la quale ricominciano le scogliere a picco. È dotata di una pianura costiera abbastanza estesa, che si rialza man mano che ci si inoltra verso Fezzan. Questa pianura corrisponde al golfo della Sirte, un bacino sedimentario caratterizzato, in alcuni punti, da altitudini anche inferiori al livello del mare e dall'abbondanza di giacimenti di idrocarburi sfruttati industrialmente. Al contrario, in Cirenaica è presente un altopiano già in vicinanza del mare. L'interno è basso, fino ai 250 metri, con l'eccezione del massiccio del Tibesti, caratterizzato da deserto roccioso e sabbioso, punteggiato di oasi. Il rilievo maggiore è il Bikku Bitti che raggiunge i 2267 m s.l.m., ma sono inoltre noti anche altri rilievi quali ad esempio il Gebel Auenat.

### Idrografia
Il territorio libico ospita principalmente uadi sahariani che canalizzano l'acqua della stagione delle piogge. Gli unici fiumi perenni sono il Ki'am, il Ramla, in Tripolitania, e il Derna, in Cirenaica.
La falda acquifera, poco profonda in vicinanza del mare, diventa più profonda inoltrandosi nel Fezzan. L'altopiano della Cirenaica è dotato di una rete di acque sotterranee che riaffiorano in sorgenti carsiche. Le depressioni del deserto, danno luogo a piccoli laghi, spesso salati.
Per supplire al grande bisogno di acqua potabile, è stato costruito il grande fiume, un acquedotto che conduce sulla costa le acque delle falde preistoriche situate all'interno del paese.

### Clima
Il clima libico è fortemente influenzato dal deserto a sud e dal Mediterraneo a nord. Sulla regione costiera, la temperatura è piuttosto temperata: a Tripoli la media è di circa 26 °C d'estate e 14 °C d'inverno, mentre le precipitazioni annue raggiungono i 380 mm, concentrate soprattutto nei mesi invernali. In estate, occasionalmente, in presenza di venti provenienti dal deserto, la temperatura nella capitale può raggiungere o superare i 45 °C. Nelle pianure centrali domina un clima semiarido, mentre il deserto a sud è soggetto a lunghi periodi di siccità. Sulla fascia costiera, generalmente più umida, soffia a volte in primavera e in autunno il ghibli, un vento secco, caldo e carico di sabbia.

## Società

### Demografia

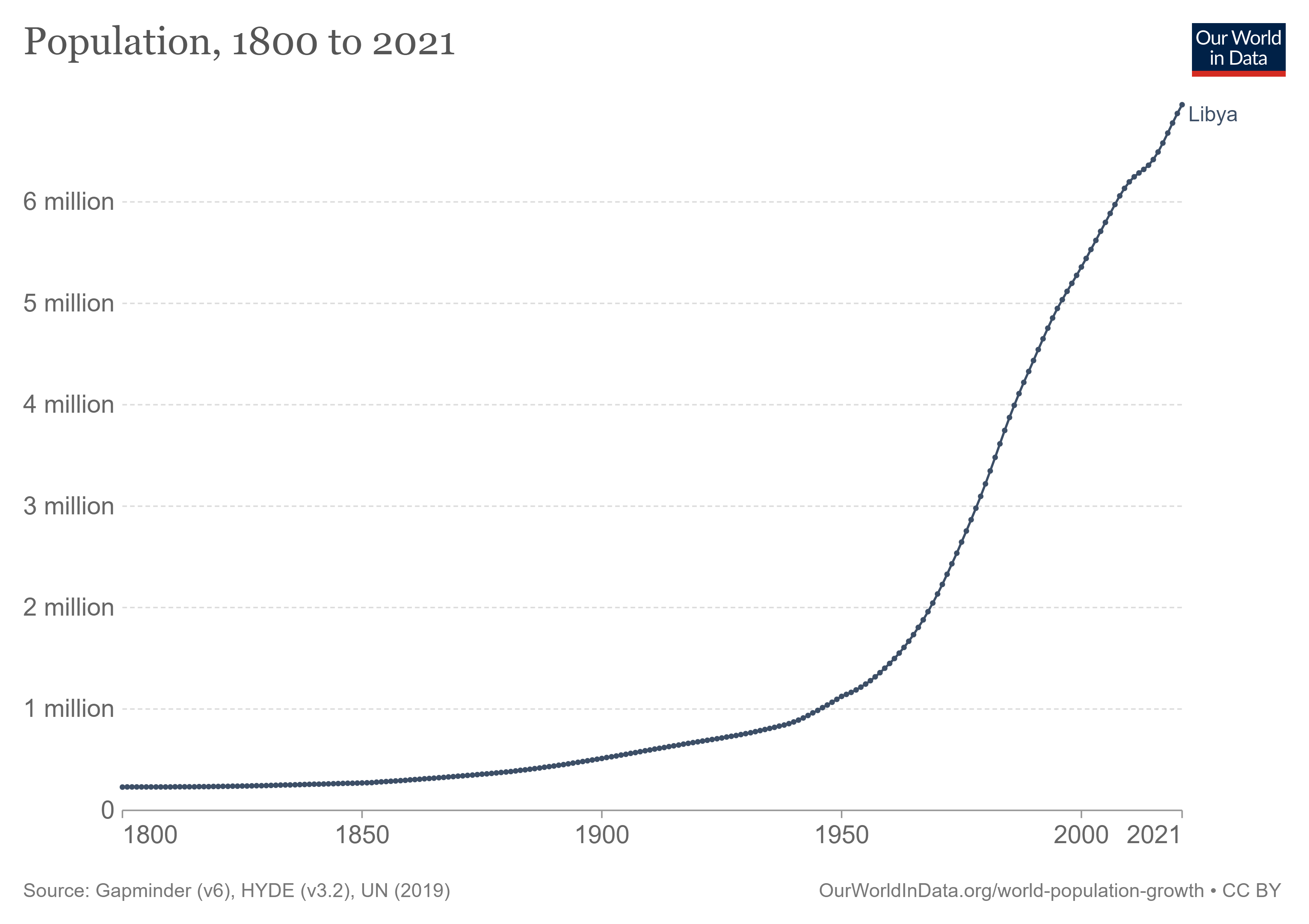
Crescita demografica in Libia dal 1800 al 2021

Mappa della composizione etnica della Libia.

Nel 2010, prima dei conflitti, la Libia si collocava tra i Paesi ad indice di sviluppo umano medio - alto; all'epoca la speranza di vita media della popolazione era di 73 anni e la mortalità infantile era del 17%. La densità di popolamento rimane ancor oggi molto bassa, con una media di tre abitanti per km2, con una popolazione che si addensa soprattutto lungo la costa, dove si contano oltre 200 abitanti per km², nella piana di Gefara e in alcune oasi.
Il 20% della popolazione risiede nella capitale, Tripoli, con 1 063 571 abitanti. Altri centri importanti sono: Bengasi, capoluogo della Cirenaica e seconda città del Paese, Beida, terza città più grande della Libia, tutte sulla fascia costiera. Al 2014, l'86% della popolazione abita in città. La popolazione libica parla l'arabo e il berbero e usa come moneta il dinaro libico.

### Gruppi etnici
I libici sono principalmente arabi, berberi e tuareg. I limitati gruppi tribali Hausa e Tebu di stanza nel sud della Libia conducono vita nomade o seminomade. La maggioranza degli stranieri presenti nel paese proviene da altri paesi africani, specialmente dall'Egitto. Più di un milione di immigrati irregolari risiede in Libia. Permane una piccola minoranza di Italiani (Italo-libici), nonostante la maggioranza sia emigrata negli anni cinquanta o sia stata espulsa nel 1970.
Dei 64 570 ebrei presenti nel paese nel 1948, 50 000 emigrarono in Israele, a seguito di vari pogrom, entro l'indipendenza libica nel 1951. A seguito della guerra dei sei giorni, i 4 000 ebrei rimasti in Libia subirono un nuovo pogrom. Il governo senussita ingiunse loro di lasciare "temporaneamente" il paese. Dei 4 000 sbarcati in Italia, 2 200 vi rimasero, 1 300 optarono per Israele e la maggior parte degli altri per gli Stati Uniti. Solo poche famiglie restarono in Libia. Nel 1970 i beni degli ebrei libici furono confiscati, e successive compensazioni furono negate dal governo di Gheddafi. La sinagoga di Tripoli, restaurata nel 1999, è stata rasa al suolo da estremisti islamici.

### Culture e rapporti tra i popoli libici
La Libia, durante la sua storia, venne sempre considerata un'unica regione, ma ha sempre visto l'esistenza di due territori importanti come la Tripolitania e la Cirenaica, con culture e ideologie completamente diverse. Nella storia ufficiale invece, la Libia è sempre stata considerata come una nazione unita a causa di invasioni, sottomissioni e dittature che hanno trovato comodo considerarla come un'unica entità.
Il conflitto tra la popolazione della regione di Tripoli nei confronti di quella di Bengasi e delle regioni limitrofe, e viceversa, è sempre stato accentuato. I tripolitani sono attaccati culturalmente al potere politico centrale della capitale, legame reso ancor più forte durante la dittatura di Gheddafi, mentre i Cirenaici sono molto legati alla loro tradizione locale, non si vedono rappresentati da Tripoli e si sentono soffocati dagli ideali centralistici della Tripolitania, sempre al centro della politica libica, sia se diretta da diktat internazionali, o autonomamente libica.
L'ultimo avvenimento che ha visto gli abitanti della Cirenaica scontrarsi con quelli della capitale si è verificato nel luglio 2012, quando il governo di transizione ha indetto le elezioni del Parlamento. Tali elezioni non furono, secondo i Cirenaici, organizzate correttamente, come anche le suddivisioni dei seggi parlamentari. Questo evidenzia di fatto la condizione di conflitto e di sfiducia tra i due popoli diversi.

### Religioni
Dal 1970 la confessione islamica è stata proclamata religione di Stato.
I musulmani (per lo più sunniti, ma anche ibaditi, cioè kharigiti) sono circa il 97%, i cristiani sono circa il 3%, e di questi circa 56 000 sono cattolici. La maggioranza della popolazione araba e arabo-berbera è sunnita, mentre la maggioranza dei berberi del Gebel Nefusa e di Zuara è ibadita.
Fino agli anni 1960 viveva in Libia una cospicua comunità ebraica.

### Lingue
L'arabo è la lingua ufficiale del paese. La lingua berbera è parlata, ma senza alcun riconoscimento ufficiale, da circa 160 000 persone, soprattutto nel Gebel Nefusa ("nefusi"), a Zuara sulla costa, e in vari centri dell'interno, come Ghat, Gadames, Socna e Augila. La lingua inglese è utilizzata a livello economico per i commerci.

## Ordinamento dello Stato
Nel 2011, allo scoppio della guerra civile due diverse autorità politiche affermavano di rappresentare il legittimo governo libico. La prima era l'esecutivo guidato da Muʿammar Gheddafi, al potere dal 1969, la seconda era il Consiglio nazionale di transizione (CNT), che si opponeva decisamente alla dittatura, quasi quarantennale, di Gheddafi.
Il governo di Gheddafi corrispondeva, in termini politologici, a un regime autoritario militare, con la presenza di una leadership forte, un'ideologia incompiuta, e la mancanza di pluralismo e di una qualsiasi parvenza di uno Stato di diritto.
Il CNT, organo politico che guidava gli insorti, intendeva eleggere un'assemblea costituente per la definizione di un ordinamento democratico basato sullo svolgimento di elezioni libere e sulla separazione dei poteri.
Dal 2014 diverse fazioni si intestavano la guida del Paese, fino a quando nel 2021 è stato costituito il Governo di unità nazionale di Tripoli, riconosciuto dall'ONU.

### Suddivisioni storiche e amministrative

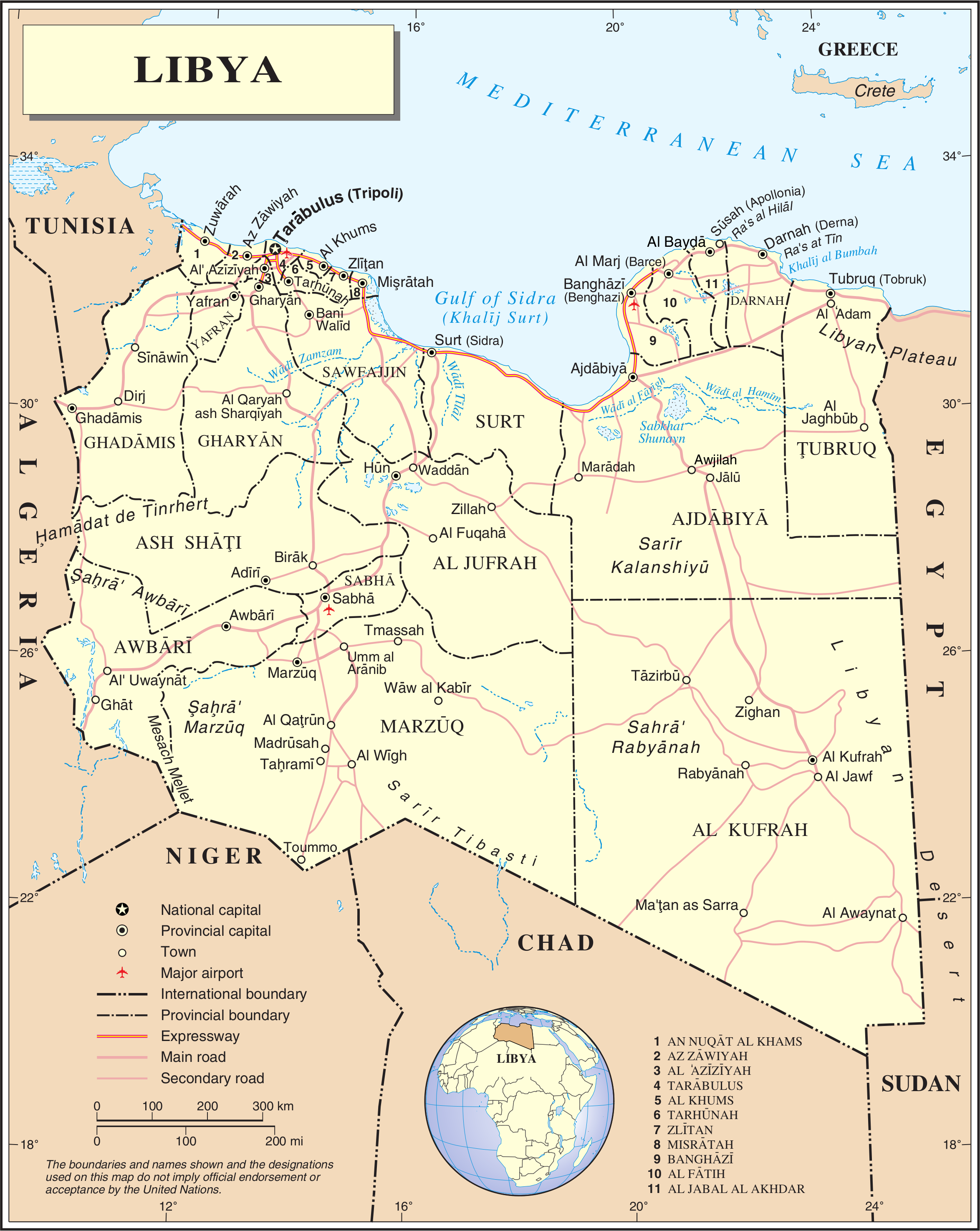
Mappa della Libia con le città principali e le strade

La Libia è composta da tre regioni geografiche e storiche:
- la Cirenaica, che occupa tutta la fascia orientale del territorio libico, lungo il confine con l'Egitto, dal mar Mediterraneo, al confine con il Sudan e il Ciad;
- la Tripolitania, che occupa la fascia settentrionale, lungo il Mediterraneo, dal confine con la Tunisia, fino alla fine del Golfo della Sirte;
- il Fezzan, che occupa la parte sahariana a sud della Tripolitania, dal confine con l'Algeria fino alla Cirenaica, lungo il confine con Niger e Ciad.

Nel dopoguerra, a seguito dell'occupazione britannica, tale ripartizione assunse altresì una valenza amministrativa, con la contestuale soppressione delle 4 province e del Territorio Militare del Sud istituiti da Italo Balbo. Successivamente, nel 1963, il Paese fu suddiviso in dieci governatorati (muhafazat); questi sarebbero rimasti sino al 1983, quando fu introdotto il sistema basato sulle municipalità (baladiyat), a loro volta sostituite dai distretti (sha'biyat) nel 1995.

### Città principali
| Città          | Popolazione | Provincia                       | Regione      | Sorge su         |
| -------------- | ----------- | ------------------------------- | ------------ | ---------------- |
| Tripoli        | 1063571     | Distretto di Tripoli            | Tripolitania | Costa            |
| Bengasi        | 660147      | Distretto di Bengasi            | Cirenaica    | Costa            |
| Misurata       | 400000      | Distretto di Misurata           | Tripolitania | Costa            |
| El-Azizia      | 318170      | Distretto di Gefara             | Tripolitania | Costa            |
| Tarhuna        | 226554      | Distretto di al-Murgub          | Tripolitania | Costa            |
| Beida          | 206108      | Distretto di al-Jabal al-Akhdar | Cirenaica    | Costa            |
| Homs           | 202000      | Distretto di al-Murgub          | Tripolitania | Costa            |
| Zawiya         | 198567      | Distretto di Zawiya             | Tripolitania | Costa            |
| Zuara          | 192159      | Distretto di al-Nuqat al-Khams  | Tripolitania | Costa            |
| Agedabia       | 140000      | Distretto di al-Wahat           | Cirenaica    | Costa            |
| Sirte          | 135451      | Distretto di Sirte              | Tripolitania | Costa            |
| Sebha          | 126400      | Distretto di Sebha              | Fezzan       | Oasi Desertica   |
| al-Marj        | 120000      | Distretto di al-Marj            | Cirenaica    | Costa            |
| Tobruch        | 110000      | Distretto di al-Butnan          | Cirenaica    | Costa            |
| Sabrata        | 105000      | Distretto di Sabrata e Sorman   | Tripolitania | Costa            |
| Zliten         | 100000      | Distretto di al-Murgub          | Tripolitania | Costa            |
| Garian         | 91047       | Distretto di al-Jabal al-Gharbi | Tripolitania | Alture del Gebel |
| Nalut          | 74432       | Distretto di Nalut              | Tripolitania | Alture del Gebel |
| Iefren         | 72663       | Distretto di al-Jabal al-Gharbi | Tripolitania | Alture del Gebel |
| Ben Gascir     | 65776       | Distretto di Tripoli            | Tripolitania | Costa            |
| Derna          | 62179       | Distretto di Derna              | Cirenaica    | Costa            |
| Gubba          | 60610       | Distretto di Derna              | Cirenaica    | Costa            |
| Bani Walid     | 50824       | Distretto di Misurata           | Tripolitania | Oasi Desertica   |
| Birak          | 42382       | Distretto di Wadi al-Shatii     | Fezzan       | Oasi Desertica   |
| Murzuch        | 41500       | Distretto di Murzuch            | Fezzan       | Oasi Desertica   |
| Awbari         | 40075       | Distretto di Wadi al-Hayaa      | Fezzan       | Oasi Desertica   |
| Sugh el Giumaa | 40000       | Distretto di Tripoli            | Tripolitania | Costa            |
| el-Abiar       | 33390       | Distretto di al-Marj            | Cirenaica    | Costa            |
| El-Giof        | 31007       | Distretto di Cufra              | Cirenaica    | Oasi Desertica   |
| Mizda          | 28939       | Distretto di al-Jabal al-Gharbi | Tripolitania | Oasi Desertica   |
| Hun            | 20388       | Distretto di Giofra             | Fezzan       | Oasi Desertica   |
| Ghat           | 18000       | Distretto di Ghat               | Fezzan       | Oasi Desertica   |
| Giarabub       | 17750       | Distretto di al-Butnan          | Cirenaica    | Oasi Desertica   |
| Gadames        | 16080       | Distretto di Nalut              | Tripolitania | Oasi Desertica   |

- Viola: Capitale libica
- Giallo: Capoluogo di regione
- Verde: Capoluogo di municipalità

## Istituzioni

### Forze armate
Le forze armate libiche sono state fondate nel 1951 e avevano raggiunto un numero di effettivi di circa 100.000 unità e di unità di riserva di circa 200 uomini impiegati all'estero. Esse avevano la propria sede a Tripoli, ed era adottata la coscrizione obbligatoria della durata a 18 mesi. L'esercito libico è in fase di ristrutturazione dopo l'intervento militare internazionale in Libia del 2011 e le guerre civili del 2011 e del 2014 che hanno portato al suo scioglimento.

## Politica

### Politica interna
Dopo la caduta di Mu'ammar Gheddafi salì al potere un governo di transizione che, secondo i pensieri e le valutazioni popolari, non eseguì il lavoro di restaurazione richiesto. Dopo le elezioni per l'assemblea nazionale costituente del luglio 2012, nell'aprile 2013 quest'ultimo indisse le nuove elezioni per eleggere il parlamento. Il popolo libico fu chiamato a partecipare ad un appuntamento democratico che mancava da ben 48 anni. Anche se quest'elezioni si svolsero in un clima opprimente, promossero a pieno titolo i liberali, capeggiati da Mahmoud Jibril, e il partito del Fronte Nazionale, portati avanti da Mohamed el-Magariaf. In queste elezioni delusero gli islamisti, che furono sconfitti, anche se avevano l'appoggio del braccio libico dei Fratelli Musulmani, che poco tempo prima aveva trionfato nel vicino Egitto. L'unica e concreta svolta positiva di queste elezioni fu la campagna elettorale, anch'essa mancante da molto tempo in Libia, che si fece sentire soprattutto a Tripoli.
In seguito all'accordo di pace del 17 dicembre 2015 (accordo di Skhirat), dal 2016 al 2021, fu formato, sotto egida ONU, un governo di Accordo nazionale della Libia. Tale governo non è stato riconosciuto da quello rivale di Tobruk.
Il 10 marzo 2021 il Parlamento libico a Sirte ha votato la fiducia a un governo di Unità nazionale, con sede a Tripoli e riconosciuto dall'ONU, designando come Primo Ministro Abdul Hamid Mohammed Dbeibeh.
Per contro, le zone dell’est della Libia e le aree centrali del Paese rimangono nominalmente sotto l’autorità della Camera dei rappresentanti (Libia), la legislatura unicamerale della Libia con sede a Tobruk che, nel marzo 2022, ha creato un governo parallelo. Anche se la nomina a primo ministro è stata conferita a Fathi Bashagha, in realtà il controllo autoritario di queste aree è sotto la direzione del generale Khalifa Belqasim Haftar.
La formazione di un Comitato 6+6, sulla base dell’articolo 30 della Dichiarazione costituzionale approvata dalla Camera dei rappresentanti di Tobruk (HOR) e dal Consiglio di Stato (HCS), ciascuna rappresentata appunto da 6 componenti, ha determinato il punto di svolta in vista delle elezioni in Libia, attese sin dal 2014 e fallite nel 2021. 
Il 22 mag 2023 a Bouznika, in Marocco, i membri del Comitato congiunto 6+6 hanno annunciato di aver raggiunto un accordo sulle leggi elettorali della Libia, relative alle presidenziali e alle legislative. La ratifica delle due leggi è stata sottoposta alla firma dei presidenti della Camera dei rappresentanti e dell’Alto consiglio di Stato, rispettivamente Aguila Saleh Issa e Khaled Al-Mishri.
Nelle giornate del 7 e 8 agosto 2023, il Parlamento ha valutato il risultato pervenuto dal Comitato 6+6, per la formulazione delle leggi elettorali finalizzate alle elezioni presidenziali e parlamentari. I disegni di legge sono stati rinviati alla Commissione 6+6 con le note, in prevalenza di carattere tecnico, per apportare gli opportuni e necessari emendamenti.

### Politica estera

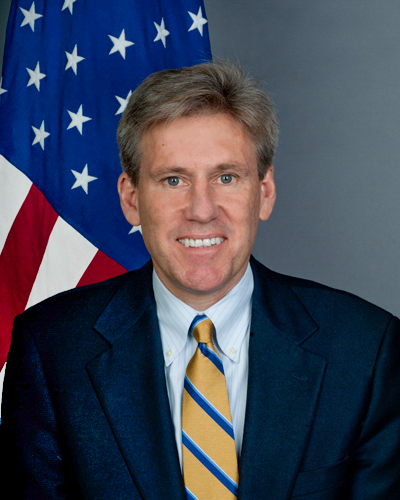
Christopher Stevens

La Libia è parte dell'ONU (dal 1955), della Lega Araba (dal 1953), dell'OPEC (dal 1962) e dell'Unione Africana (dal 1963). Le istituzioni di cui la Libia fa parte sono: ABEDA, AfDB, AFESD, AMF, AMU, AU, CAEU, COMESA, FAO, G-77, IAEA, IBRD, ICAO, ICRM, IDA, IDB, IFAD, IFC, IFRCS, ILO, IMF, IMO, IMSO, Interpol, IOC, IOM, IPU, ISO, ITSO, ITU, LAS, MIGA, NAM, OAPEC, OIC, OPCW, OPEC, PCA, UN, UNCTAD, UNESCO, UNIDO, UNWTO, UPU, WCO, WFTU, WHO, WIPO, WMO, WTO (osservatore).
Il 12 novembre 2011, è stato ripreso dagli Stati Uniti, con l'invio a Tripoli, nel maggio 2012, di un ambasciatore di pace, Christopher Stevens, che credeva nella creazione di istituzioni democratiche nel mondo islamico. L'11 settembre 2012, in seguito ad un assalto di manifestanti, infiltrati da elementi terroristi che hanno incendiato la rappresentanza di Bengasi con il pretesto di vendicare la realizzazione di un filmato provocatorio su Maometto, l'ambasciatore fu una delle vittime degli scontri.
Dopo gli incontri del febbraio 2023 avvenuti tra una delegazione libica e alcuni rappresentanti diplomatici del Regno Unito, presso il Ministero della Difesa britannico, nel mese di ottobre 2023 si sono rinsaldati i rapporti di cooperazione tra i due Paesi. Il primo ministro del governo di unità nazionale, Abdul Hamid Dbeibeh, ha infatti incontrato il ministro di Stato per le forze armate del Regno Unito, James Hebbey, il viceministro per gli affari militari, Sailor Ben Power e l'incaricata d'affari esteri presso l'ambasciata britannica, Martha Baines. Il tema principale del dibattito si è incentrato sulla cooperazione libico-britannica nel campo della formazione e della lotta al terrorismo. Per l'occasione è stato siglato un protocollo di cooperazione attraverso un comitato congiunto per organizzare gli aspetti tecnici della collaborazione tra i due Paesi.

## Istruzione

### Università
L'Università di Bengasi venne istituita il 15 dicembre 1955 come Università della Libia.

## Economia

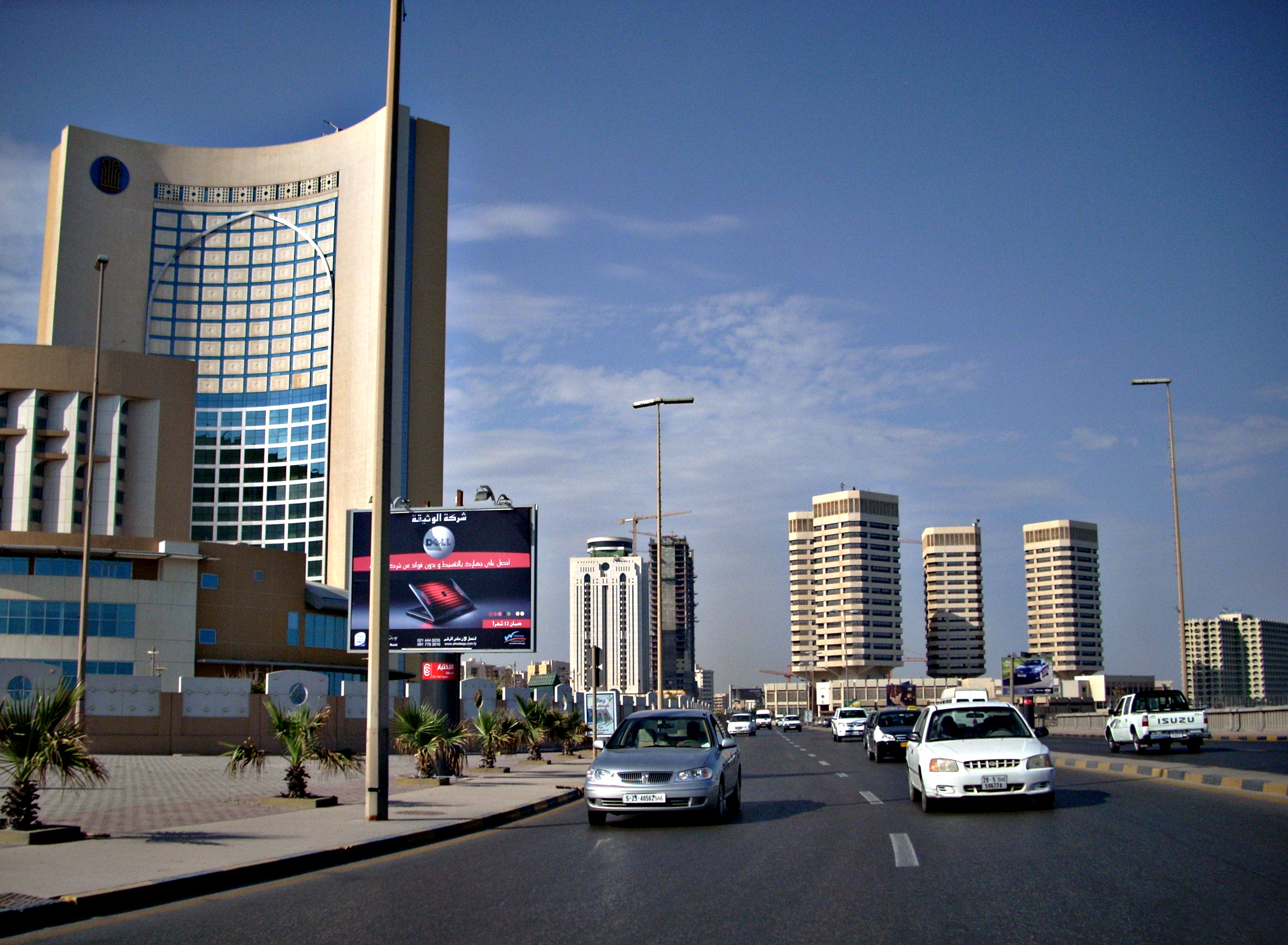
La capitale Tripoli

Prodotto Nazionale Lordo, 76,5 miliardi di $, corrispondente a quasi 12 000 $ pro capite.
Fino agli anni 1950 considerata uno dei paesi più poveri del mondo, soprattutto a causa dell'improduttività del territorio, la Libia registrava già nel 1977 il reddito annuo pro capite più elevato del continente africano, grazie allo sfruttamento dei grandi giacimenti di petrolio, iniziato nel 1959 e nazionalizzato dopo il 1970.
Oltre a nazionalizzare sia le principali risorse del Paese, che le attività produttive, il nuovo regime investì anche nello sviluppo dell'industria leggera e delle infrastrutture e nella modernizzazione dell'agricoltura, favorendo nel contempo l'immigrazione, per sopperire alla scarsità di manodopera. La diminuzione dei prezzi del petrolio negli anni 1980 ha poi ridimensionato le possibilità di sviluppo del Paese, al punto che il PIL ha fatto segnare in quel decennio un calo medio annuo del 5,4%; negli anni novanta il quadro economico ha risentito delle sanzioni economiche imposte alla Libia dall'ONU nel 1991, revocate nel 1997. Nel 2006 gli Stati Uniti hanno cancellato la Libia dall'elenco dei cosiddetti “Stati canaglia”. La moneta è il dinaro libico.
Fino al 2017, il 60 per cento della popolazione libica soffriva di malnutrizione. 1,3 milioni di persone su una popolazione totale di 6,4 milioni sono in attesa di aiuti umanitari d'emergenza.

### Settori

#### Primario
L'agricoltura riveste scarsa importanza, sia per la limitatissima superficie coltivabile (1,2% del territorio), sia per la scarsità di acqua, anche se in passato il governo ha investito molto sulla bonifica dei terreni agricoli e sul reperimento di risorse idriche con opere di sbarramento e l'utilizzo di ingenti quantità di acque fossili, convogliate verso la costa da un sistema di tubature. I principali prodotti agricoli sono cereali, grano e orzo, coltivati nella fascia costiera e sulle pendici settentrionali delle alture che dominano la costa. Lungo quest'ultima crescono anche vite, olivo, agrumi e alberi da frutta.
Nelle zone pre-desertiche cresce lo sparto, utilizzato sia per la cellulosa sia per farne corde, stuoie e altri lavori d'intreccio; inoltre tabacco, arachidi, patate, ricino; dalla palma da dattero si ricavano frutti in abbondanza. Dato il clima arido, è molto praticato l'allevamento caprino e ovino. Poco importante la pesca (rilevante quella delle spugne).

#### Secondario
La base dello sviluppo economico della Libia è rappresentata dal petrolio: le quantità da estrarre ogni anno e i relativi prezzi di vendita sono sotto il controllo del governo e in adesione alla strategia dell'OPEC. Il petrolio, di cui la Libia è il secondo produttore del continente africano dopo la Nigeria, contribuisce per oltre il 25% alla formazione del reddito nazionale e rappresenta la quasi totalità delle esportazioni.
I principali giacimenti petroliferi, Mabruk, Hofra, Zelten, Beda, Raguba, Ora, Samah, Gialo, Waha, Magid, Amal, Serir, Augila, sono collegati da oleodotti; le principali raffinerie sono a Marsa El Brega, Tobruch, Ras Lanuf, al-Zawiya. Esistono, inoltre, cospicui giacimenti di gas naturale. Vi sono anche saline e da alcune zone lacustri del Fezzan si estrae il natron, il carbonato di sodio.
L'industria manifatturiera è di dimensioni assai modeste, con impianti tessili, alimentari, del tabacco, della concia del pellame; attività artigianali tradizionali sono la lavorazione dei tappeti, a Misurata, e i ricami in seta e argento.
Dagli anni settanta ha avuto un notevole impulso l'edilizia, con la costruzione di interi quartieri popolari alla periferia delle grandi città, che ha determinato il sorgere di cementifici e di fabbriche di laterizi.

#### Terziario
Si sta sviluppando nel paese una rete di servizi alle imprese, finanza, commercio interno, servizi alla persona. Poco a poco le reti stradali si sviluppano, mentre la rete aerea è poco utilizzata.

### Esportazioni e importazioni
Le sanzioni economiche in vigore dal 1991 al 1999 hanno fortemente ridotto gli scambi commerciali della Libia, la cui bilancia commerciale è sempre stata in forte attivo, grazie all'esportazione di greggio, destinato innanzitutto all'Italia (che in parte lo inoltra via oleodotto verso la Svizzera e la Germania) e quindi a Spagna, Turchia, Francia. Vengono in cambio importati beni industriali e alimentari, anche in questo principalmente dall'UE, Italia in testa.

### Trasporti
I maggiori porti sono Tripoli, Bengasi, Marsa El Brega, relativamente recente e destinato unicamente all'imbarco di petrolio, Misurata e Tobruk. La rete stradale, sviluppata soprattutto lungo la costa (via Balbia), è asfaltata per un terzo. Un'autostrada costiera è in progetto.
È stata invece smantellata la rete ferroviaria dei tempi coloniali.

### Turismo
Per tutti gli anni settanta e ottanta il governo libico ha scoraggiato l'afflusso turistico, una posizione che solo nei primi anni novanta si è andata modificando. Poli di attrazione sono l'antico nodo carovaniero di Gadames, lo spiccato carattere di Tripoli con le sue ricche moschee e importanti resti archeologici, dai celebri resti della fenicia e poi la città romana di Sabratha, a quelli romani di Leptis Magna a quelli ellenici e romani di Cirene.

### Risorse minerarie
Buona parte delle ricchezze del Paese si basa sui proventi dell'esportazione di petrolio e gas naturale.

## Ambiente

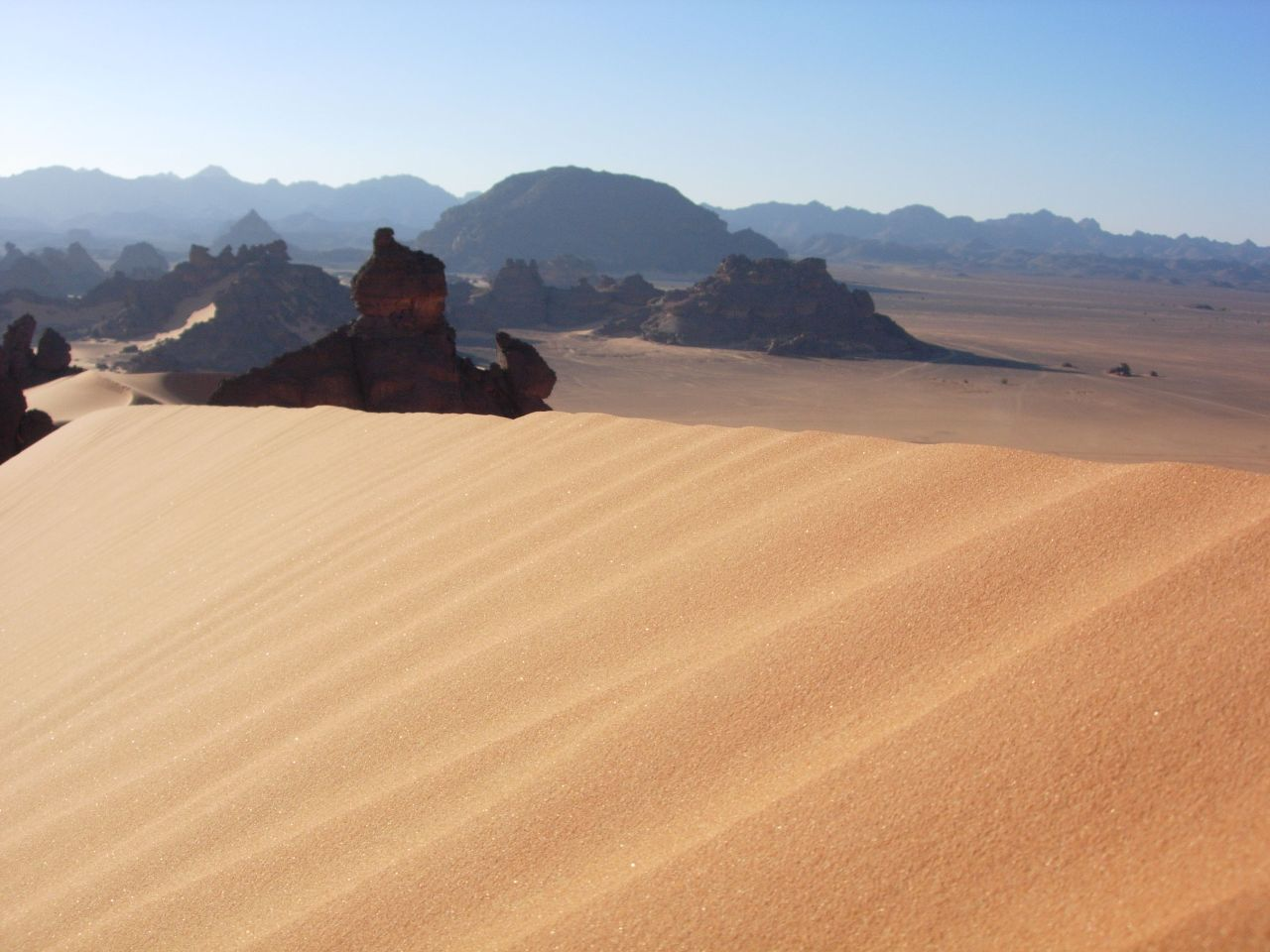
Deserto libico

### Flora e fauna
La vegetazione, a causa dell'aridità del clima, è scarsa: macchia mediterranea lungo la costa, con olivi, viti, lentischi, mirti, carrubi, ginepri, cipressi, mentre verso l'interno prevalgono la steppa semidesertica e poi il deserto vero e proprio. Nelle oasi crescono palme da datteri, ulivi e aranci
La fauna è ridotta: dromedari, roditori del deserto, iene, volpi, sciacalli; nelle zone meno aride vivono gazzelle e linci. Abbondano gli insetti (in particolare locuste e farfalle), gli uccelli e, nelle zone desertiche, scorpioni e rettili (serpenti e lucertole). Nel deserto libico si trova una fauna sahariana. Gli erg ospitano fennec, varani del deserto, pesci della sabbia, rettili e le pericolose vipere della sabbia, mentre negli uadi si trovano gazzelle dorcas e scorpioni velenosi della sabbia. Le palme delle oasi danno rifugio a tortore, rondini e rondoni, rapaci, mantide verde e colubri di Mojla.

## Cultura

### Patrimoni dell'umanità
Alcuni siti della Libia sono stati iscritti nella Lista dei patrimoni dell'umanità dell'UNESCO.

### Pittura e scultura
Numerose sono le pitture e le incisioni rupestri, una interessante testimonianza sulla fauna e sui popoli che un tempo abitarono il deserto. Il nascere della pittura rupestre si può collocare nel Neolitico e si può distinguere in due fasi, l'una pre - camelica (anteriore all'introduzione del dromedario), naturalistica e assai raffinata, l'altra di epoca camelina schematica e scadente. Successivi elementi artistici punici, greci, romani, arabi, ottomani e coloniali, oltre che moderni, sono custoditi nei musei delle maggiori città.

Arte libica
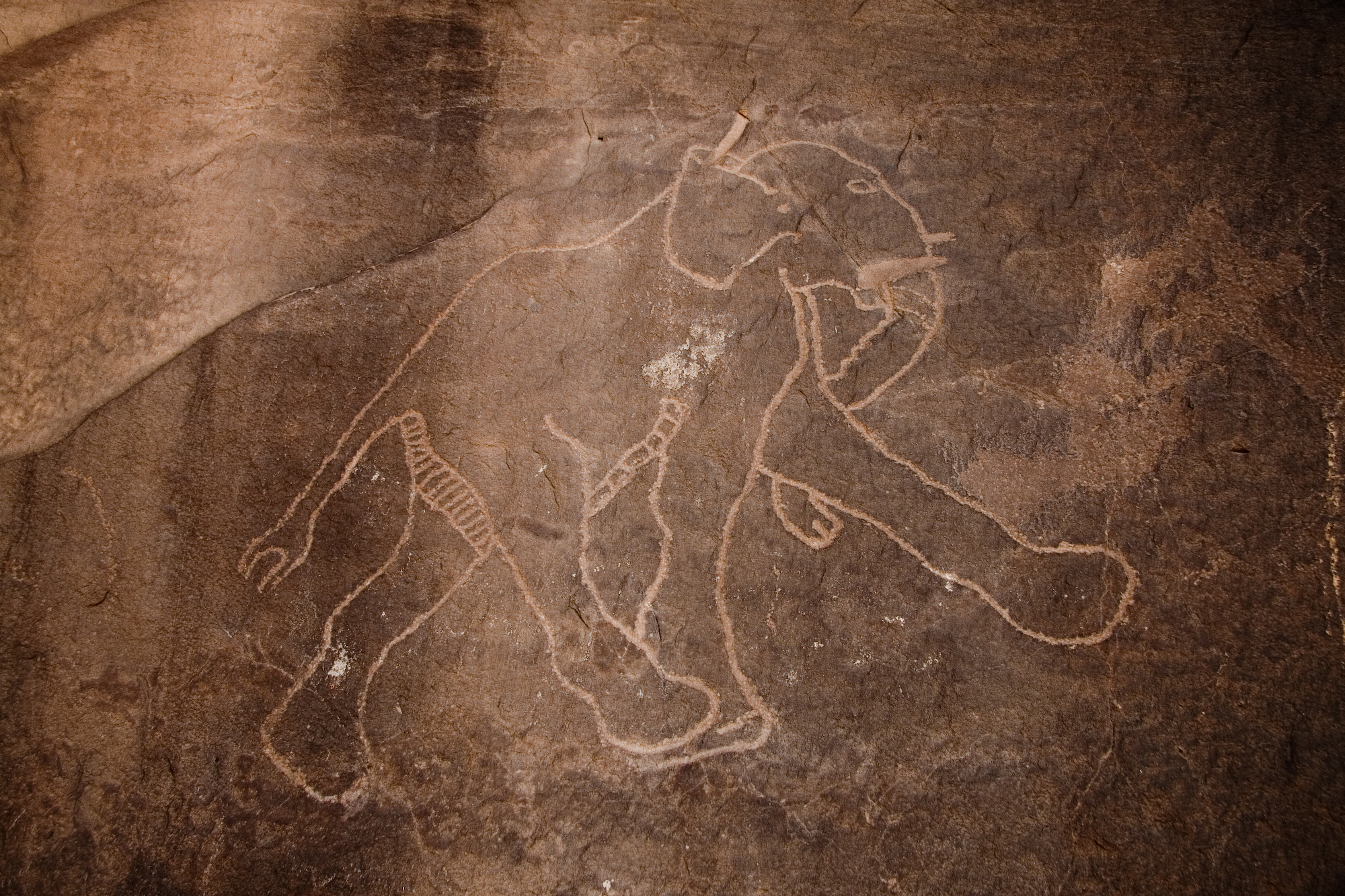
Incisione rupestre nella regione libica del Tadrart Acacus
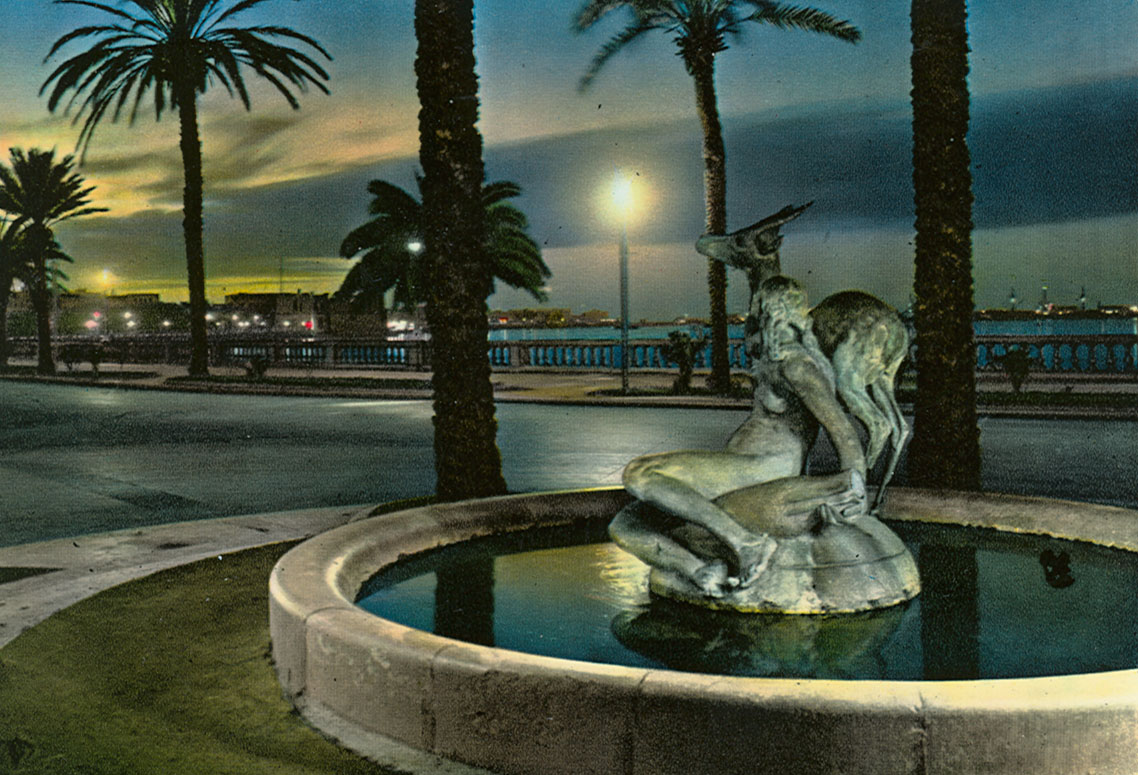
Fontana della Gazzella e della Bellezza, Tripoli
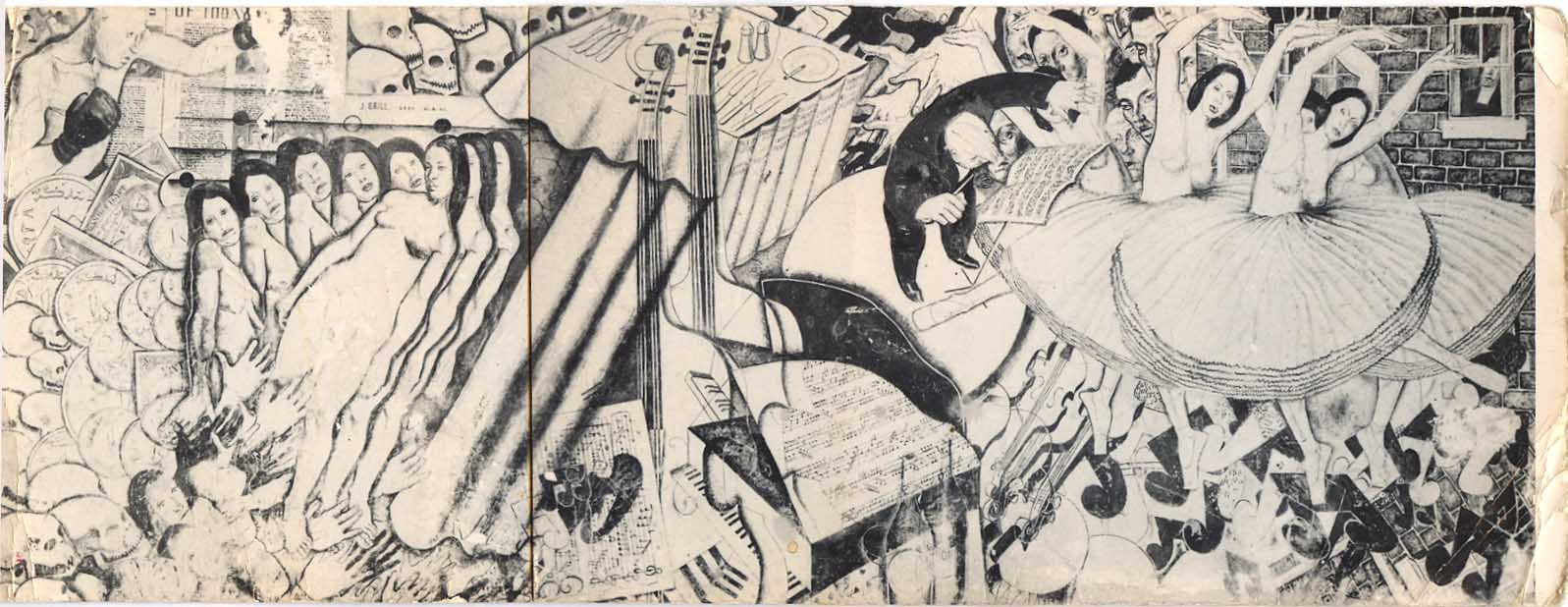
Murales di Bardia (Tobruk)

### Musica
Nel XXI secolo, in campo musicale si distinse, tra gli altri, la figura della cantante berbera Dania Ben Sassi.

### Letteratura
Nella letteratura libica contemporanea, i generi prevalenti sono la poesia e il racconto breve. Fuad Kaabazi e Khalifa Tillisi sono tra i letterati che maggiormente si sono spesi per la traduzione e l'interscambio tra la letteratura italiana e la letteratura libica. Tra gli scrittori libici che si sono affermati maggiormente nel XXI secolo vi sono Ibrahim Kuni e Hisham Matar.

## Sport
La Libia ha partecipato per la prima volta ai giochi olimpici nel 1964, senza mai vincere una medaglia. Non ha mai partecipato alle Olimpiadi invernali. Il principale sport seguito in Libia è il calcio. Le principali squadre sono: l'Al Ittihad Tripoli e l'Al Ahly Tripoli. La Libyan Arab Basketball Federation gestisce il campionato di pallacanestro.

## Gastronomia
La cucina libica presenta elementi misti di cultura araba e mediterranea, con forti influssi italiani che risalgono al passato coloniale. La popolazione libica predilige mangiare in casa, tranne al venerdì, quando vengono preparati picnic sulla costa, in cui i commensali si servono, usando mani e pane come posate, da un grande piatto comune.
I pastori nomadi berberi hanno lasciato la consuetudine della cottura a fuoco lento di zuppe e carni in pentole di terracotta (tajine), oltre al couscous, tradizionalmente di miglio o di grano, condito con carne (principalmente montone), pesce o verdure.
La shorba è invece una zuppa di verdure speziata al peperoncino e condita con pezzi di pollo, tacchino o montone.
La pasta al pomodoro è un lascito della cucina italiana, reinterpretata con l'uso delle spezie.
La tradizione ebraica ha lasciato in eredità l'uso delle frattaglie e la marinatura della carne e del pesce.
Il popolo libico utilizza principalmente queste spezie: coriandolo, cumino e cannella, ai quali si aggiungono per dare colore zafferano e cardamomo. Orzo e frumento sono i principali cereali coltivati. Pomodori e patate sono le verdure più apprezzate; datteri, banane, cocco, arance e fichi identificano la frutta. Il tè alla menta, servito in piccoli bicchieri, è la principale bevanda. Gli alcolici sono banditi per motivi religiosi.

## Festività
La Libia segue il calendario islamico lunare, e ne celebra le principali festività.
Tra le festività civili si segnalano:
- 17 febbraio: "giornata della collera", contro le forze lealiste del militare libico Gheddafi, nel 2011.
- 23 ottobre: festa nazionale: يوم التحرير: Giorno della Liberazione: fine della Prima guerra civile libica, nel 2011.
- 24 dicembre, Giorno dell'Indipendenza (riferito al 1951).

Alcune sono state abolite: 
- 28 marzo, Giornata del ritiro dei britannici.
- 11 giugno, Evacuazione delle basi militari straniere.
- 7 ottobre, Giorno dell'Amicizia (fino al 2008: "Giorno della Vendetta", in ricordo dell'espulsione degli italiani nel 1970).
- 26 ottobre, Giornata del Ricordo delle deportazioni del 1911.